# HD 207129
HD 207129 är en dubbelstjärna belägen i den mellersta delen av stjärnbilden Tranan. Den har en skenbar magnitud av ca 5,58 och är svagt synlig för blotta ögat där ljusföroreningar ej förekommer. Baserat på parallaxmätning inom Hipparcosuppdraget på ca 64,0 mas, beräknas den befinna sig på ett avstånd på ca 51 ljusår (ca 16 parsek) från solen. Den rör sig närmare solen med en heliocentrisk radialhastighet på ca -8 km/s.

## Egenskaper
HD 207129 är en gul till vit stjärna i huvudserien av spektralklass G2 V.
Den är en solliknande stjärna med samma massa och ungefär lika gammal som solen, men har ett lägre överskott av andra element än väte och helium, det astronomer kallar stjärnans metallicitet.
En stoftskiva har avbildats kring stjärnan i synligt ljus med hjälp av ACS-instrumentet på Hubbleteleskopet. Den har också avbildats i infraröd våglängd (70 μm) med mipsinstrumentet på Spitzer Space Telescope. Baserat på ACS-bilden verkar skivan ha en radie på ca 163 astronomiska enheter och vara ca 30 AE bred.
En annan stjärna, CCDM J21483-4718B (även kallad CD−47 13929 eller WDS J21483-4718B), med skenbar magnitud 8,7, har observerats 55 bågsekunder från denna stjärna, men baserat på jämförelse av egenrörelser, tros den vara en optisk dubbelstjärna och inte fysiskt relaterad till sin följeslagare.